# Kastell Zunsweier
Das Kastell Zunsweier war eines von drei römischen Truppenlagern auf dem heutigen Stadtgebiet von Offenburg und befindet sich im Ortsteil Zunsweier.

## Geschichte
Die Gründung des Lagers wird in die Zeit des Kaisers Vespasian (regierte 69 bis 79 n. Chr.) datiert. Die Ziegelstempel der Legio I Adiutrix und der Legio XIIII Gemina erlauben eine relativ genaue Datierung der Baumaßnahme. Das Kastell steht im Zusammenhang mit der 73–74 n. Chr. erbauten Kinzigtalstraße, einer Römerstraße, die Argentorate (Straßburg) über das Kinzigtal und dem ebenfalls zu dieser Zeit gegründeten Arae Flaviae (Rottweil) mit der Donausüdstraße bei Tuttlingen verband. Nach den Erfahrungen aus dem Bataveraufstand (69–70 n. Chr.) betrachtete man den Bau einer solchen Straße durch den Schwarzwald als notwendig, um eine schnellere Truppenverlagerung zwischen Gallien und Rätien zu ermöglichen. Offensichtlich sollte das Kastell Zunsweier diese Straße beim Übergang vom Gebirge in die Oberrheinebene überwachen und sichern.
Das Kastell und der dazugehörende Vicus existierten wohl nur kurzzeitig im 1. Jahrhundert, zumindest ließen sich noch keine nachflavischen Objekte finden.

## Forschungsgeschichte
1983 wurden im Gewann „Seelöchle“ Spuren einer vermeintlichen „Ziegelei“ entdeckt. Nachdem man bei landwirtschaftlichen Tätigkeiten im Gewann „Zwischen den Wegen“ immer wieder auf Mauerreste stieß, konnte man an dieser Stelle bei Ausgrabungen das Kastellbad nachweisen. Die Forschungen am Kastell selbst fanden 1985 statt. Durch Baggerschnitte und Bohrungen konnte die Existenz eines doppelten Spitzgrabens bestätigt und nachverfolgt werden. Die Kastellfläche betrug 3,5 ha, wobei der äußere Graben eine Ausbuchtung (Annex) aufwies, sodass das Kastellbad zwischen dem äußeren und dem inneren Graben lag.
Von Juli bis August 1986 konnte im Bereich der „Ziegelei“ ein weiterer „Ofen“ untersucht werden. Dazu fand man ein Ziegeldepot, das die Vermutung einer Ziegelei zu bestätigen schien. Allerdings erschien bei den Grabungen auch ein kreisrunder Bau mit Fußbodenheizung (Hypokaustum), den man am ehesten als Schwitzbad (Sudatorium) interpretieren würde. Im Juli/August 1987 wurden weitere 1000 m² im Bereich der vermeintlichen „Ziegelei“ untersucht, hauptsächlich um mehr über den entdeckten Rundbau herauszufinden. Hierbei wurde ein größerer mehrräumiger Fachwerkbau ausgegraben. Eine erneute Grabungsaktion mit dem Ziel, die fehlenden Räume des großen Fachwerkbaus zu untersuchen, wurde im Jahr 1988 vom 1. August bis 30. September durchgeführt. Man kam zu dem Ergebnis, dass das „Ziegeleiareal“ vermutlich eher eine weitere Badeanlage gewesen sein musste und die vermeintlichen „Öfen“ als Caldarium und Tepidarium anzusehen sind. Ein Teil des großen Fachwerkbaus wurde wohl als Teil der Badeanlage genutzt. Die Funktion der restlichen Räume bleibt unklar. Da es schon ein Kastellbad gab, vermutet man, dass es sich hierbei um das Bad des Kastellvicus handelte.
Oberirdisch sind keine Reste des Lagers oder der dazugehörigen Gebäude im Gelände sichtbar. Eine Infotafel befindet sich am originalen Standort des Lagers.

## Kastellbad

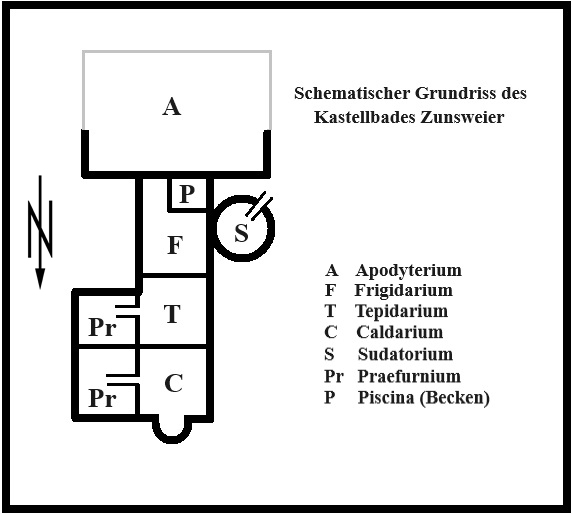
Grundriss des römischen Kastellbads in Zunsweier

Der Auskleideraum (Apodyterium) war aus Holz errichtet und besaß eine hallenartige Größe von 20 m × 13 m. Vermutlich diente er auch als Gymnastikraum. Daran angebaut war das Kaltbad (Frigidarium) mit eingebauter Wanne (Piscina). Über das Frigidarium war ein isolierter kreisrunder Raum erreichbar, welcher hypokausiert war und als Schwitzbad (Sudatorium) anzusehen ist. Ebenso am Kaltbad angeschlossen war das Laubad (Tepidarium), und von diesem ging es in das Warmbad (Caldarium). Beide Räume besaßen jeweils einen eigenen Heizraum (Praefurnium). Insgesamt hatte das Badegebäude inklusive hölzernem Vorbau eine Länge von 41 m.
Das Kastellbad ist eine Variante des sogenannten Reihentypus römischer Badegebäude. Zu den Funden aus dem Gebäude zählt auch einheimischer Frauenschmuck, was darauf hindeuten könnte, dass auch ortsansässige Frauen das Bad benutzten.

## Badeanlage des Vicus
Rund 300 m nordwestlich des Kastells befand sich eine Anlage, die nach aktuellem Wissensstand als weitere Badeanlage interpretiert wird. Sie kann daher vermutlich dem Kastellvicus zugeordnet werden.
Die Archäologen entdeckten einen mehrräumigen Holzfachwerkbau mit einer Länge von 34 Metern und einer Breite von 18 Metern, an dessen östlicher und südlicher Seite sich vermutlich eine Portikus befand. Die Südhälfte des Gebäudes besaß einen drei Meter breiten Korridor, an den sich an beiden Seiten jeweils drei Räume anschlossen. Die Räume an der Westseite waren quadratisch und hatten eine Fläche von 16 m² bzw. 25 m². Die nördliche Gebäudehälfte hatte einen quadratischen Grundriss und einen vier Meter breiten Korridor mit ebenfalls mehreren Räumen. Das größte Zimmer besaß eine Grundfläche von 52 m². Beide Hälften waren durch einen 1 Meter breiten Korridor oder Treppenaufgang räumlich voneinander getrennt. Vermutlich waren hier unter anderem der Umkleidebereich und das Frigidarium untergebracht.
In einem Abstand von 0,5 bzw. 1 Meter zu diesem größeren Bauwerk lagen zwei beheizbare Räume, die von den Archäologen ursprünglich als Ziegelöfen betrachtet wurden. Der erste Raum besaß eine Größe von 6 m × 6,5 m, und die dort gefundenen Ziegel stammten von der Legio XIIII Gemina. Der zweite Raum war an der Westseite des ersten angebaut und hatte eine Fläche von 16 m². Vermutlich handelt es sich hierbei um das Warm- und Laubad.
Etwa 5 Meter davon entfernt lag ein kleines, 3 m × 2 m großes Bauwerk, das in der ursprünglichen „Ziegelei“-Interpretation als Arbeits- oder Materialraum betrachtet wurde.
Westlich des großen Fachwerkbaus bestand ein Rundbau mit sieben Metern Durchmesser. Dieser war hypokaustiert und wohl in Fachwerkbauweise errichtet worden. Man nimmt aktuell an, dass dieses Gebäude die Funktion als Schwitzbad übernahm.
Bei den Grabungen ließ sich auch die Existenz zweier Abwasserkanäle feststellen. Einer verlief von Nordost nach Westen und der zweite von Südwest nach Nordost, er entwässert in den ersten Kanal. Das Wasser entnahm man wohl aus einem nahegelegenen 10 Meter tiefen Brunnen, der schon zur Römerzeit einstürzte und daraufhin als Abfallgrube diente. Die datierbaren Objekte des Bau- und Kulturschutts im Brunnen stammen ausnahmslos aus flavischer Zeit. Damit ist ein planmäßiger Abbau des Komplexes zum Ende des 1. oder Anfang des 2. Jahrhunderts wahrscheinlich.
Es ist anzunehmen, dass noch weitere Bauwerke existierten, die nicht im bisher untersuchten Ausgrabungsbereich lagen.